# تمپینس
تمپینس (به انگلیسی: Tampines) یک ناحیهٔ شهری در کشور سنگاپور است که در سرشماری سال ۲۰۱۰ میلادی، ۲۶۱٬۷۴۳ نفر جمعیت داشته‌است.